# Bernhard Günther (Manager)

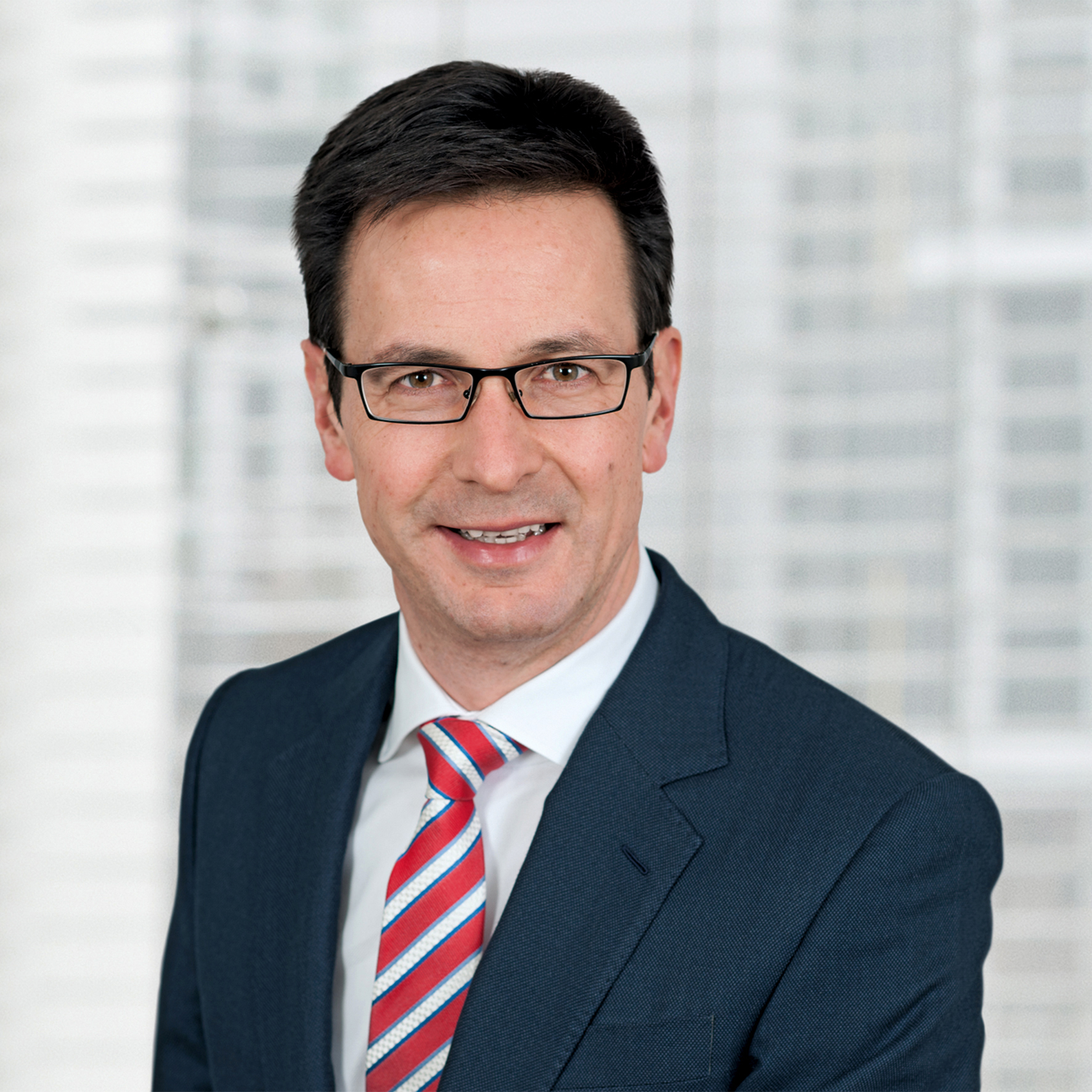
Bernhard Günther (2012)

Bernhard Günther (* 8. Januar 1967 in Leverkusen) ist ein deutscher Manager. Er war zuletzt bis Ende 2024 Chief Transformation Officer des Energieunternehmens Fortum, nachdem er dort zuvor zwei Jahre die Rolle des Finanzvorstand (CFO) innehatte.

## Leben
Günther studierte Volkswirtschaftslehre in St. Gallen und Oxford. Nach seinem Abschluss 1992 war er von 1993 bis 1998 als Unternehmensberater bei McKinsey & Company. Von 1995 bis 1998 promovierte er in Volkswirtschaftslehre an der Universität St. Gallen.
1999 trat er in die RWE AG ein, zunächst als Abteilungsleiter Konzerncontrolling, ab 2001 als Bereichsleiter Unternehmensplanung und Controlling. 2005 wurde er Bereichsleiter Konzerncontrolling. 2007 wurde Günther Geschäftsführer und Chief Financial Officer der RWE Gas Midstream GmbH. Ab November 2007 war er zusätzlich Geschäftsführer und Chief Financial Officer der RWE Trading GmbH. Ab April 2008 wechselte er als Geschäftsführer und Chief Financial Officer zur RWE Supply & Trading GmbH. Im Juli 2012 wurde Günther in den Vorstand der RWE AG berufen. Von 2013 bis zur Aufspaltung 2016 war er Finanzvorstand der RWE AG. Als Finanzvorstand von RWE verantwortete er die Aufspaltung des Konzerns und den Börsengang der Ökostrom-Tochter innogy SE, deren Finanzvorstand Günther ab 2016 wurde.
Am 4. März 2018 wurde auf Günther in Haan von zwei Tätern ein Säureattentat verübt, bei dem er schwer verletzt wurde. Nach drei Wochen in der Klinik wurde er entlassen. Das Finance-Magazin berichtete am 24. Oktober 2019, dass ein Tatverdächtiger festgenommen werden konnte, während ein zweiter Tatverdächtiger weiterhin auf der Flucht sei; im Raum stand der Verdacht, dass die Attentäter im Auftrag eines konkurrierenden Managers gehandelt haben könnten. Im November 2019 wurde der Haftbefehl aufgehoben, weil kein dringender Tatverdacht nachgewiesen werden konnte, die Ermittlungen wurden zunächst fortgesetzt und später eingestellt. Im Dezember 2021 wurde ein weiterer Verdächtiger in Belgien festgenommen, im Frühjahr 2022 erhob die Staatsanwaltschaft Wuppertal gegen ihn Anklage wegen schwerer Körperverletzung in Tateinheit mit  gefährlicher Körperverletzung zum Landgericht Wuppertal. Er wurde am 18. August 2022 zu zwölf Jahren Freiheitsstrafe verurteilt. Im Mai 2023 bestätigte der Bundesgerichtshof das Urteil mit einer geringfügigen Änderung; die verhängte Freiheitsstrafe wurde davon nicht berührt. Im Juni 2023 wurde der im Jahr 2019 in Verdacht geratene Beschuldigte erneut festgenommen. Er wurde vom Landgericht Wuppertal am 19. Februar 2024 wegen schwerer Körperverletzung in Tateinheit mit gefährlicher Körperverletzung zu einer Freiheitsstrafe von elf Jahren verurteilt. Die gegen das Urteil gerichtete Revision des Täters wurde mit Beschluss des Bundesgerichtshofs vom 20. August 2024 verworfen.
Ebenfalls im März 2018 hatten E.ON und RWE angekündigt, innogy unter sich aufteilen zu wollen. Nach Abschluss der Transaktion im September 2019 arbeitete Günther weiterhin mit dem E.ON-Management zusammen, um die reibungslose Integration von innogy in den Konzern zu gewährleisten. Als letzter innogy-Vorstand und nach 22 Jahren Tätigkeit für RWE und innogy trat Günther im Dezember 2020 aus dem Konzern aus.
Von Februar 2021 bis März 2023 war Günther Finanzvorstand des finnischen Energieunternehmens Fortum. Laut dem Handelsblatt sollte die Integration von Fortums Tochtergesellschaft Uniper ein Schwerpunkt von Günthers neuer Tätigkeit sein. Nachdem Fortum im September 2022 jedoch eine Vereinbarung über den Verkauf sämtlicher Uniper-Anteile an die Bundesregierung getroffen hatte, gab Günther im Dezember bekannt, dass er zum März 2023 von seiner Position als Finanzvorstand zurücktreten werde. Er übernahm daraufhin bis Ende 2024 die Rolle des Chief Transformation Officers und leitete bei Fortum ein umfassendes Transformationsprogramm. Zudem ist Günther seit 2020 Mitglied im Aufsichtsrat bei Thyssen-Krupp.
Zum 1. Oktober 2025 tritt er in Nachfolge von Frank Leidenberger in die Geschäftsführung der bundeseigenen BWI GmbH ein.